# Chamalapura, Nagamangala
Chamalapura là một làng thuộc tehsil Nagamangala, huyện Mandya, bang Karnataka, Ấn Độ.